# Земуница
Земуница је склониште за људе или домаће животиње, направљено над удубљењем или рупом, укопано у земљу. Ове структуре су најранији тип људских кућа познатих археолозима. Земунице се могу потпуно укопати у земљу, са кровом покривеним земљом или издубити се у брду. Такође могу бити полуукопане, са изграђеним кровом од дрвета или бусења траве.
Земунице такође могу бити привремена склоништа током ратова или лова. Такође, пошто се могу добро маскирати, користе се као место за скривање током заседа.